# Bryocrypta lobata
Bryocrypta lobata är en tvåvingeart som beskrevs av Boris Mamaev 1966. Bryocrypta lobata ingår i släktet Bryocrypta och familjen gallmyggor.
Artens utbredningsområde är Ukraina. Inga underarter finns listade i Catalogue of Life.